# Los caprichos
Pour les articles homonymes, voir Los Caprichos (homonymie).
Los caprichos (Les Caprices, terme qui signifie « fantaisie ») est une série de 80 gravures du peintre espagnol Francisco de Goya, consistant en une satire de la société espagnole de la fin du XVIIIe siècle, surtout de la noblesse et du clergé.

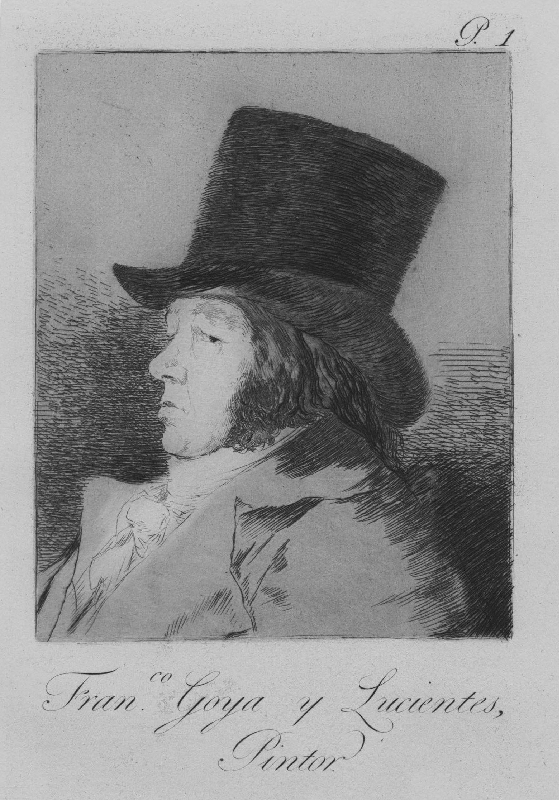
Capricho n.º 1.-En prélude de ses Caprichos, série de satires sur la société espagnole de son temps, Goya s'est représenté de façon satirique, comme un personnage important

Dans la première moitié se trouvent les gravures les plus réalistes et satiriques, où Goya critique le comportement de ses congénères en se fondant sur la raison. Dans la seconde moitié, il abandonne la rationalité pour l'absurde ; ses gravures fantastiques montrent des visions délirantes d'êtres étranges.
Il emploie une technique mixte d'eaux-fortes, d'aquatinte et de pointe sèche. Il déforme exagérément les physionomies et les corps des sujets représentant les vices et la stupidité humaines, leur donnant un aspect bestial.
Goya, proche des Lumières, partageait leurs réflexions sur les défauts de la société de son époque. Il s'opposait ainsi au fanatisme religieux, aux superstitions, à l'Inquisition, à certains ordres religieux, et aspirait à des lois plus justes et à un nouveau système d'éducation. Ses gravures sont marquées par une critique humoristique et sans pitié de ces failles. Conscient du risque qu'il encourait et pour se protéger, il donna à certaines gravures des titres imprécis, en particulier pour celles critiquant l'aristocratie ou le clergé, ou ordonna d'autres de manière illogique. Quoi qu'il en soit, ses contemporains comprirent que les gravures, y compris les plus ambiguës, étaient une satire directe de sa société et également de personnages concrets, même si l'artiste a toujours nié ce dernier aspect.
Les Caprichos ont été édités en 1799, mais quand Manuel Godoy perdit le pouvoir, le peintre empêcha l'édition précipitamment, de peur de l'Inquisition. Ils furent ainsi mis en vente 14 jours seulement. En 1803, pour sauver son œuvre, il décida d'offrir les planches et les 240 exemplaires disponibles au roi, en échange d'une pension pour son fils Javier.
Vingt impressions ont été réalisées à partir des plaques. La première réimpression a eu lieu entre 1821 et 1836 et la dernière en 1937.
Les Caprichos ont influencé plusieurs générations d'artistes et de mouvements aussi divers que le romantisme français, l'impressionnisme, l'expressionnisme ou encore le surréalisme. Dugald Sutherland MacColl et André Malraux ont considéré Goya comme l'un des précurseurs de l'art moderne, du fait des innovations et ruptures des Caprices.

## Histoire de l'œuvre
En 1799 fut mise en vente une collection de 80 estampes réalisées par le peintre Francisco de Goya y Lucientes, alors âgé de 53 ans. Au moyen du ridicule et de l'extravagance, il blâmait les erreurs et vices de l'Espagne de l'époque.

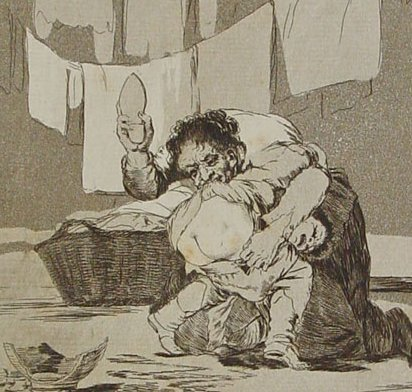
25.-Si quebró el cántaro. (Détail) Goya laissait chez ses Caprices des autographes établissant un dialogue avec l'image. Il existe divers manuscrits qui expliquent ainsi les planches des Caprichos. 'El hijo es travieso y la madre colérica. ¿Cuál es peor?.'
(Le fils est polisson et la mère colérique. Qu'est-ce qui est pire ?) pour celui du musée du Prado, dont le manuscrit présente souvent un sens moralisateur, auquel on peut opposer le manuscrit d'Adelardo López de Alaya qui présente texte plus radical : Las madres coléricas rompen el culo a azotes a sus hijos, que estiman menos que un mal cacharro.
(Les mères colériques rompent à coups de fouet le cul de leurs enfants qu'elles estiment moins qu'une mauvaise cruche). Selon Tzvetan Todorov, il faut mettre en rapport les dialogues que l’artiste tente souvent d’établir avec les personnages des gravures et des dessins (à travers le titre en situation locutive) et la difficulté de Goya à communiquer, après sa maladie : On dirait que, pour compenser son incapacité de communiquer avec de vraies personnes, il s’est mis à apostropher ses personnages

Il est indispensable de se référer aux années précédentes pour connaître la genèse des Caprichos. Dans la décennie 1780, Goya commença à entrer en relation avec certains intellectuels parmi les plus importants d'Espagne, Gaspar Melchor de Jovellanos, Juan Meléndez Valdés, Leandro Fernández de Moratín et Juan Agustín Ceán Bermúdez, qui l'initièrent aux idéaux des Lumières. Il partageait avec eux l'opposition au fanatisme religieux, à la superstition, à l'Inquisition et à certains ordres religieux. Ils souhaitaient des lois plus justes et un système éducatif adapté à l'individu.
En 1788, Charles IV accéda au trône. À l'occasion de son couronnement, Goya le peint aux côtés de son épouse Marie-Louise de Bourbon-Parme ; il est ensuite nommé peintre de la cour du roi.
La période de la Révolution française a eu des répercussions en Espagne. Charles IV écarta de la vie publique les penseurs des Lumières. Les compagnons de Goya furent persécutés, ce qui lui fit craindre d'être lui aussi emprisonné.
Lors d'un voyage de Madrid à Séville en janvier 1793, Goya tomba malade, peut-être du fait d'une crise d'apoplexie. Il fut emmené se rétablir à Cadix chez son ami Sebastián Martínez. La maladie qui l'affecta n'a pas été clairement déterminée et les hypothèses sont légion : IST, thrombose veineuse profonde, maladie de Menière, syndrome de Vogt-Koyanagi-Harada ou encore saturnisme. Il fut atteint de surdité, ne voyait pas bien, se déplaçait difficilement avec des difficultés à rester en équilibre. La maladie le fit rester à Cadix presque six mois. Rentré à Madrid, il mit beaucoup de temps à retrouver son activité habituelle. Ainsi en mars 1794 le directeur de la Fabrique royale de tapisserie, manufacture royale d'objets de luxe, considéra que Goya n'était pas capable de peindre à cause de sa maladie. En avril 1797, Goya démissionna de son poste de directeur de l'Académie royale des beaux-arts de San Fernando en raison des conséquences de ses douleurs chroniques.
À cause de sa maladie, du choc produit par le fait d'être près de la mort et de sa surdité permanente, Goya ne pouvait que donner un cours différent à sa vie. Son œuvre postérieure à 1793 présente une profondeur nouvelle. Son attitude se fait plus critique ; son langage riche et énigmatique. Les idéaux des Lumières deviennent un référentiel constant. Francisco Zapater, son ami et biographe, expliqua que dans la dernière décennie du XVIIIe siècle, Goya fut agité par les nouvelles idées qui parcouraient l'Europe. Cependant, ses idéaux évoluaient vers plus de scepticisme. Il passa de l'attitude consistant à faire confiance aux idéaux des Lumières (qui avaient prétention à l'amélioration de la société en montrant ses vices et erreurs) à une perte de confiance en la capacité intellectuelle des hommes pour régénérer la société, ne trouvant qu'un monde obscur sans idéaux. Cette mutation dans sa manière de penser advint pendant l'élaboration des Caprichos et peut être clairement perçue dans certaines gravures d'inspiration évidente des Lumières et dans d'autres où apparaissent le scepticisme envers les possibilités de l'homme.
Dans l'œuvre de Goya, les critiques distinguent ce qui a été réalisé avant et après sa maladie, considérant que ses travaux postérieurs à sa maladie sont du style le plus authentique du peintre. Il existe à cet égard une preuve importante, la lettre que Goya écrivit à son ami de l'Académie royale des beaux-arts de San Fernando Bernardo de Iriarte le 4 janvier 1794, où il explique que convalescent, il avait réalisé des œuvres dans lesquelles il faisait des observations et des découvertes qui n'auraient pas été possibles dans les œuvres de commande. Il faisait référence à des peintures petites aux thèmes originaux, comme l'Inquisition ou les asiles, et où il développait une vision très personnelle et intense. Par conséquent il n'existe pas seulement une division chronologique de son œuvre déterminée par sa maladie, mais également une division entre œuvres de commande, sujettes à d'inévitables restrictions du fait des conventions de l'époque, et d'autres œuvres plus personnelles destinées à des amis ou à lui-même, qui lui permirent de s'exprimer en totale liberté.
En 1796 il revint d'Andalousie avec Ceán Bermúdez. À partir de juillet il est avec María Cayetana de Silva, veuve depuis le mois précédent, à Sanlúcar de Barrameda. Sa rencontre avec elle initie une période de sensualité qui se reflète dans une série de dessins de l'aristocrate, l'Album A ou Album de Sanlúcar, qui inspirera certains des thèmes des Caprichos. De plus leur séparation semble inspirer d'autres estampes de la série.
Ensuite Goya réalise les dessins de l'Album B, ou Album de Sanlúcar-Madrid où il critique les vices de son époque par la caricature. Dans cet album, il accentue l'effet du clair-obscur en utilisant des zones de lumières pour mettre en valeur les zones ayant une importance idéologique. Cet usage expressionniste et non réaliste de la lumière, déjà présent dans les peintures de la Cartuja de Aula Dei, est abondamment employé dans les Caprichos. En outre, il commence à écrire des titres ou des phrases dans ses compositions. Il s'agit de commentaires acerbes et souvent à double sens. Goya donne à ses images également une ambiguïté visuelle. Les dessins peuvent donc avoir des significations distinctes tant par les images que par les textes. Cet aspect est abondamment développé dans les Caprichos.

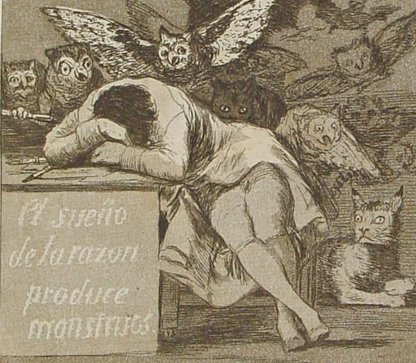
43.-El sueño de la razon produce monstruos (détail)En principe Goya avait prévu que cette gravure serait le frontispice des Caprichos. Il s'est représenté abstrait, à moitié endormi et entouré de ses obsessions. Un hibou atteint les parties du corps nécessaires à l'activité de dessiner, signalant clairement la provenance de ses inventions.
Sur le dessin préparatoire, il écrit : ... L'Auteur rêvant. Son intention est seulement de dissiper les vulgarités préjudiciables et de continuer avec cette œuvre de caprices, le témoignage solide de la vérité (... El Autor soñando. Su intento solo es desterrar vulgaridades perjudiciales y perpetuar con esta obra de caprichos, el testimonio sólido de la verdad).

Goya conçut initialement cette série de gravures comme Sueños (« Songes », référence à l'ouvrage de Francisco de Quevedo, Sueños y discursos ; on peut le voir dans l'un des dessins préparatoires de El sueño de la razon produce monstruos, qui devait en être le frontispice), et non Caprichos — « caprice » signifiant ici « fantaisie » —, réalisant au moins 28 dessins préparatoires, 11 d'entre eux étant de l'Album B (aujourd'hui conservés dans le Musée du Prado sauf un qui a disparu). Il pensait intituler la couverture : Rêve 1° Langue universelle. Dessiné et gravé par Francisco de Goya. Années 1797. L'Auteur rêvant. Son intention est seulement de dissiper les vulgarités préjudiciables et de continuer avec cette œuvre de caprices, le témoignage solide de la vérité (Sueño 1º Idioma universal. Dibujado y grabado por Francisco de Goya. Año 1797. El Autor soñando. Su intento solo es desterrar vulgaridades perjudiciales y perpetuar con esta obra de caprichos, el testimonio sólido de la verdad) Les Sueños seraient une version graphique des Songes et discours de l'écrivain satirique Francisco de Quevedo qui écrivit entre 1607 et 1635 une série de textes où il rêvait qu'il était en enfer, bavardant avec les démons et les condamnés. Dans les Songes et discours de Quevedo, comme après dans les Caprices, ceux qui ont commis un péché conservent une forme humaine, ou prennent des attributs animaux qui symbolisent leurs vices, ou deviennent sorcières comme dans le Sueño 3. Le projet comptait 72 estampes. Une annonce de vente fut publiée en 1797 où il était spécifié que le temps de souscription durerait deux mois, puisqu'il fallait encore imprimer les planches. Le prix fixé fut de 288 réaux payables en deux mois.
Goya put s'inspirer d'autres œuvres. Ainsi dans les collections royales se trouvèrent les œuvres de Jérôme Bosch, dont les créatures étranges étaient sûrement des hommes et des femmes dont les vices les avaient transformés en animaux qui représentaient leurs défauts.
Goya changea le nom de ses gravures pour Caprichos et pensait retenir toutes les gravures des Sueños moins trois, comme Caprichos. En effet, les dessins présentent des traces montrant qu'ils ont été humidifiés pour les changer en planches. Le terme Capricci avait été employé dans les estampes connues de Jacques Callot de 1617 et dans les Capricci de Giambatista Tiepolo pour nommer les illusions de la réalité.
Goya atteint la maturité, en tant que graveur, avec cette série. Il avait réalisé avant une autre série, de gravures de peintures de Diego Velázquez Goya avait besoin d'apprendre l'art de la gravure car les peintres alors ne connaissaient pas cette technique, qui était plutôt considéré comme un travail d'artisan. La technique habituelle en Espagne était la gravure au burin, accessible au bout de dix ans d'apprentissage. Goya apprit une technique différente, l'eau-forte, similaire au dessin. Il apprit également une seconde technique plus compliquée, l'aquatinte, qui lui permettait de faire des gradations de taches du blanc au noir, chose similaire à faire de la gouache en peinture. Il employa les deux techniques simultanément ; il s'agissait de quelque chose de nouveau et Goya réalisa des gravures assez semblables à des peintures. On ne sait pas où ont été imprimées les couleurs ; Nigel Glendinning émet l'hypothèse d'une imprimerie, d'autres spécialistes considèrent que cela se fit à la maison ou à l'atelier du peintre.
La forme définitive de la série des Caprices, de 80 estampes, fut fixée le 17 janvier 1799. En effet, un reçu des archives d'Osuna indique qu'à cette date a été réglé l'achat de quatre séries pour la duchesse d'Osuna.
Dans le Diario de Madrid du 6 février 1799 fut annoncée la vente de la collection et publié un texte expliquant les objectifs du peintre. 300 exemplaires furent mis en vente. L'annonce signalait que la vente se ferait à la parfumerie du no 1 de la rue Desengaño, le même bâtiment où habitait Goya.
Selon l'annonce du Diario Madrid, Goya voulait imiter la littérature pour ce qui est de la censure et des vices humains ; il y a tout un programme esthétique, sociologique et moral dans l'exposition des visées de son œuvre. Étant donné le caractère littéraire de l'annonce, l'hypothèse selon laquelle un des amis de Goya l'aurait rédigée a été avancée. Un autre caractéristique de l'annonce est que l'auteur ne ridiculise aucun individu nommément. Cependant ses contemporains virent au contraire des accusations précises, chose très dangereuse à cette époque troublée. De façon générale, l'annonce semble montrer certains réserves et précautions en prévision de possibles accusations quant à son contenu, ce qui de fait arriva.
Conscient des risques que portait sa critique et pour se protéger, Goya donna aux estampes des titres parfois précis, parfois non, surtout pour ceux correspondant à la critique de l'aristocratie et du clergé. De surcroît, Goya adoucit le message par une organisation des gravures illogique. Si cette organisation avait été plus adéquate, la censure et la critique auraient eu une lecture plus explosive et compromettante pour lui.
Même si Goya a pris des risques, au moment de la publication des Caprichos, ceux-ci avaient le soutien de penseurs des Lumières proches de Goya, qui se trouvaient au pouvoir depuis novembre 1797.
Toutefois, la chute de Manuel Godoy et l'absence de Gaspar Melchor de Jovellanos et de Francisco de Saavedra y Sangronis du gouvernement précipitent la décision du peintre : Goya, peut-être effrayé par la possible intervention de l'Inquisition, retire les Caprichos de la vente. Bien que dans une lettre de 1803 à Miguel Cayetano Soler, Goya écrit que les Caprichos furent mis en vente deux jours, il se trompe, car la vente dura quatorze jours. On suppose que Goya voulut atténuer les allusions pouvant lui porter préjudice.
La peur de l'Inquisition, qui alors veille à la morale et au maintien de la société telle quelle, est réelle, car ces gravures attaquent le clergé et la haute noblesse.

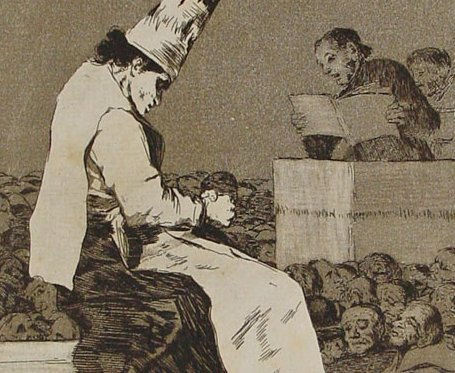
23 (détail).- Aquellos polvos (Ces poussières) ... trajeron estos lodos (apportèrent ces boues).Il semble que l'Inquisition comprit qu'elle était visée par l'inscription, destinée non à l'accusé mais au tribunal. Pour cette raison, l'œuvre fut dénoncée à l'Inquisition.

Les causes réelles du conflit entre les Caprichos et l'Inquisition est bien expliquée dans le livre L'Inquisition démasquée (La Inquisición sin máscara), publié à Cadix en 1811 par Antonio Puigblanch (sous le pseudonyme de Nataniel Jomtob).
Deux gravures se moquent spécifiquement de l'Inquisition. La première (no 23) représente un accusé assis sur un banc, coiffé d'un sambenito, le visage tombant sur la poitrine en signe de honte, ainsi qu'une personne lisant sa condamnation depuis la chaire, en présence de nombreux ecclésiastiques. Le titre est : aquellos polvos (ces poussières). À cela doit s'ajouter la seconde partie de la phrase, qui est : trajeron estos lodos (apportèrent ces boues). Ce titre concerne non pas l'accusé, mais le tribunal. Cette œuvre, malgré les précautions de Goya (objets caricaturés, inscriptions indirectes ou vagues) a été dénoncée à l'Inquisition. Les planches ne furent malgré tout pas perdues, car Goya les a rapidement offertes au roi, qui les a fait entreposer.
Ainsi en 1803 pour sauver les Caprichos, Goya décide d'offrir les planches et les 240 séries disponibles au roi, en échange d'une pension pour son fils. Il est possible que Goya ait conservé quelques séries, qu'il aurait vendues à Cadix pendant la guerre d'indépendance espagnole. Un manuscrit du Musée du Prado signale en dernière page que le libraire Ranza prit 37 exemplaires. Étant donné que le rapport de don au roi indique que 27 exemplaires seraient vendus au public, on peut estimer à environ 300 le nombre d'exemplaires de cette première série.
Par conséquent il est vraisemblable que la dénonciation à l'Inquisition motiva la cession de cette première édition, réalisée à l'encre rougeâtre ou sépia, au roi. Il convient de souligner la position ambivalente de Goya, proche des penseurs des Lumières, mais fortement lié au pouvoir traditionnel en tant que peintre du roi et de son aristocratie, ce qui lui permit de solliciter l'aide du roi et d'obtenir sa protection.
Puisque l'œuvre est énigmatique, des commentaires, qui ont été conservés, interviennent rapidement, essayant de donner un sens aux planches. Le document conservé au Musée du Prado est le plus connu, et le plus prudent et ambigu. Il évite des observations dangereuses donnant un caractère général et non concret aux estampes les plus compromettantes, en particulier celles comprenant des aspects religieux et politiques. Les deux autres commentaires de l'époque conservés sont celui du dramaturge Adelardo López de Ayala et de la Bibliothèque nationale d'Espagne, avec un langage libre critiquant le clergé ou des personnes en particulier.
La deuxième édition est imprimée entre 1821 et 1836, la dernière pendant la guerre d'Espagne, entre 1936 et 1939. Les planches ont souffert de tant d'éditions ; certaines ne peuvent plus reproduire les effets initialement prévus. On considère que l'estampe no 1, la plus utilisée, a subi environ 2000 impressions.
Goya eut l'idée d'une estampe supplémentaire pour les Caprichos, qui ne fut pas incluse dans la série pour des raisons inconnues. Ainsi a-t-on conservé trois essais de trois gravures différentes à la Bibliothèque nationale d'Espagne et deux essais de deux autres gravures à la Bibliothèque nationale de France. De plus le Musée du Prado conserve cinq dessins comportant des marques indiquant qu'ils ont été adaptés en planches.

## Thèmes
Les Caprichos n'ont pas de structure organisée et cohérente, mais possèdent des groupes thématiques significatifs. Les thèmes les plus présents sont la superstition autour des sorcières, qui prédomine à partir de la gravure no 43 et sert à exprimer les idées de Goya sur le mal de manière tragicomique ; la vie et le comportement des moines ; la satire érotique en lien avec la prostitution et le rôle de l'entremetteuse ; et dans une moindre mesure la satire sociale (mariages inégaux, éducation des enfants, l'Inquisition, etc).
Goya critique ces maux sans suivre d'ordre rigoureux. De façon radicalement novatrice, sa vision est matérialiste et impartiale, contrastant avec la critique sociale et paternaliste dominante au XVIIIe siècle. Goya choisit des scènes ténébreuses, en apparence de la vie quotidienne, conçues dans des cadres étranges et irréels.
La première moitié des Caprichos comprend les gravures les plus réalistes et satiriques, s'attaquant au comportement des êtres humains sous l'angle de la raison. La seconde partie est composée de gravures fantastiques où Goya abandonne le point de vue de la raison pour une logique de l'absurde, en représentant des visions délirantes avec des êtres étranges.
Dans cette première partie, la satire érotique est un des thèmes les plus présents. L'amère déception amoureuse du peintre avec María Cayetana de Silva se révèle dans plusieurs estampes où il critique ce qu'il considère comme l'inconstance de la femme dans les relations amoureuses et leur manque de pitié envers les amants. La féminité est présentée comme un leurre, où la femme séduit sans s'engager avec son cœur. De plus, et en contrepoint, au second plan se trouve la confidente et guide des amours féminines, la vieille entremetteuse.
|  |  |  |

Un second groupe critique les conventions sociales. Goya déforme et exagère les traits de ceux qui incarnent les vices et la bêtise humaine, ce qui amène celui qui les contemple à les condamner sans ambages. Les images qui suivent critiquent les mariages de convenances et la lascivité masculine.
|  |  |  |

Aussi à de nombreuses reprises les gravures sont-elles liées, soit chronologiquement, soit parce qu'elles traitent du même sujet de manière différente.
Deux estampes sont couplées parmi les images de gauche. La gravure no 42 Tu que no puedes (Toi qui ne peux pas) est aussi incluse dans un autre groupe, celui des Asnerías (Âneries) (6 gravures, de 37 à 42), où imitant les fabulistes, Goya représente la stupidité de l'âne pour critiquer les professions intellectuelles.
|  |

|  |

Le Capricho no 42 montre deux paysans portant sur le dos, comme des bêtes de charge, la noblesse et les moines oisifs, figurés 
comme deux ânes contents. Les paysans souffrent d'une telle charge. Le titre Tu que no puedes (Toi qui ne peux pas) est la première partie d'un dicton populaire qui conclut llévame a cuestas (porte-moi sur le dos). Goya introduit la métaphore habituelle du peuple assistant les classes oisives, représentant ces classes en ânes et les paysans avec la dignité humaine. Ainsi la gravure nous montre-t-elle à quel point le système social était inadéquat.
Le Capricho no 63 aborde la même question, mais l'échec de la réforme agraire a entraîné un certain pessimisme de l'auteur et l'a poussé à se radicaliser. Ainsi les paysans sont-ils devenus des êtres semblables à des ânes, tandis que les cavaliers sont désormais deux monstres, le premier avec une tête, des mains et des pieds d'oiseaux de proie, et le second avec des oreilles d'âne. Avant il pouvait y avoir l'espoir que les hommes abandonnent leur caractère d'ânes stupides, mais dans la seconde estampe cet espoir a disparu, les opprimés se sont abrutis et un des monstres qui les dominent est un oiseau vorace.
Le groupe thématique le plus original, où figurent les inventions les plus débordantes, est connu sous le nom de Brujerías (Sorcelleries) ou Sueños (Rêves). L'inspiration de Goya change ici de façon radicale. José Ortega y Gasset déclare à propos de ceci que Goya effleure brutalement et pour la première fois le romantisme, en développant un monde d'êtres mystérieux et démoniaques, que l'homme porte au plus profond de son être. Azorín parle de la réalité démoniaque des Caprichos, contrairement à la vision réaliste des autres peintres.
Selon Edith Helman, qui étudia les références littéraires des Caprichos, Goya trouva pour les Brujerías l'inspiration plus directe auprès de son ami Leandro Fernández de Moratín et dans le récit que celui-ci a écrit sur l'autodafé pour sorcellerie que l'Inquisition organisa à Logroño en 1610. Bien que les autodafés de l'Inquisition aient été peu fréquents à la fin du XVIIIe siècle, les procès les plus importants du XVIIe siècle étaient connus et Moratín voyait en eux une farce monstrueuse envers les supposées sorcières et voulut relater, en ajoutant ses commentaires burlesques, le plus célèbre de tous les procès pour sorcellerie, celui de Logroño en 1610. Les spécialistes ont émis des doutes sur cette hypothèse de Helman, car le récit de Moratín est postérieur aux Caprichos ; mais d'une manière ou d'une autre, Goya eut accès à cette source ou à une autre similaire car les coïncidences sont significatives.
Dans les Brujerías, Goya déforme les traits des visages et des corps de ces sorcières tragicomiques, suggérant de nouvelles formes de malignité.
|  |  |  |

|  |  |  |  |

Un groupe qui se développe en parallèle à celui des sorcières est celui des duendes. Croire aux duendes est une superstition mineure, qui n'inspire pas de la terreur ; ceux-ci se voient de manière familière, festive et moqueuse. De plus à la seconde moitié du XVIIIe siècle le terme duende signifiait souvent moine, ce qui explique que les duendes de Goya portent des habits religieux. Goya semble les considérer initialement tels qu'ils étaient ressentis, c'est-à-dire comme des personnages inoffensifs. Mais au fil des gravures, ses duendes deviennent des êtres sinistres dont les activités n'ont rien d'inoffensif. Selon les manuscrits de la Bibliothèque nationale d'Espagne qui interprètent les Caprichos, l'intention de Goya serait de signaler que les véritables duendes sont les curés et les moines, avides et entretenus par le peuple.
|  |  |  |

|  |  |  |  |

Chronologiquement, selon José Camón Aznar, il y a trois étapes dans l'élaboration de ces Caprichos. Les premiers dans le temps correspondent à ceux d'importance moindre et s'inscrivant dans le climat esthétique du mignon, fruit des expériences personnelles de Goya et marqués par le souvenir obsessif de María Cayetana de Silva. Dans la seconde étape les figures sont représentées avec plus de netteté, le monde est contemplé d'un point de vue sceptique et la satire se fait impitoyable, avec des personnages plus bestiaux. La dernière période, qui correspond aux gravures finales, à partir du no 43, est celle d'un monde de délires, avec des êtres monstrueux.

## Technique

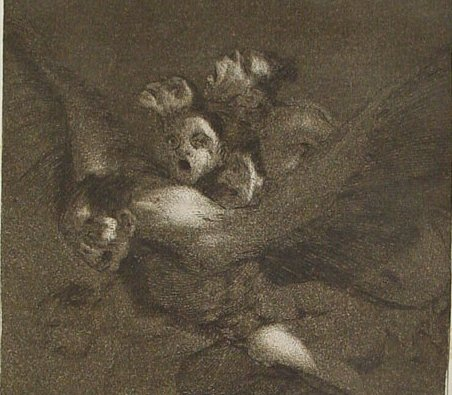
64.-Buen viaje (détail)Cette scène est peut-être inspirée d'un autodafé de l'Inquisition à Logroño en 1610.
Goya utilise les effets de la lumière pour mettre en valeur les zones les plus expressives. Les aquatintes permettent de puissants contrastes, produisant des effets dramatiques.

Les gravures de Goya ont été comparées à celles de Rembrandt, sachant que celui-là possédait des estampes de celui-ci. Les différences entre les deux ont été signalées par Paul-André Lemoisne : Rembrandt commençait habituellement ses croquis directement sur la planche, en bon peintre-graveur. Goya, en revanche, dessinait avant sur papier. Ses dessins sont généralement minutieux et étaient simplifiés et allégés à la gravure, c'est la raison pour laquelle ses eaux-fortes sont plus lumineuses que ses dessins. Goya semble avoir limité sa technique de graveur, sans chercher à la développer. Il lui suffisait d'un type d'aquatinte pour remplir uniformément tout le fond de l'estampe.
Les aquatintes permirent une composition avec des contrastes très forts, car les parties noires font ressortir les lumières violemment, produisant des effets dramatiques. Aussi utilisa-t-il les aquatintes pour donner à chaque figure des effets émotionnels distincts, au moyen de teintes différentes de gris, donnant ainsi une gradation à ces effets émotionnels.

### Les dessins
Les dessins préparatoires étaient le premier pas de tout le processus. Il semble qu'il y ait trois phases dans l'élaboration de ces dessins. La première idée ou inspiration était rendue au pinceau, à la gouache, en rouge ou en noir. Dans une seconde phase, les expressions et détails étaient concrétisés et intensifiés avec un crayon rouge. La troisième phase consistait en dessiner à la plume une esquisse détaillée avec tous les traits et ombres précis. Les trois phases furent effectivement réalisées dans peu d'estampes. Dans certains cas, elles étaient concentrées sur le même dessin.
Le passage à la gravure ne suit pas non plus une méthode uniforme, mais systématiquement Goya effectuait des retouches, cherchant à souligner son message. Pour cela, parfois il supprimait des personnages ou des accessoires du dessin ; ou en ajoutait. Il intensifiait toujours les expressions des figures et les effets du clair-obscur et essayait de transformer le caractère anecdotique et particulier du dessin en un sujet général et universel.
Cependant, il faut souligner que la fidélité au dessin est grande. Tous les avantages du dessin, avec le crayon (former les physionomies, tracer les gestes et dissocier les traits), se répètent systématiquement à la gravure, avec le burin.
Tout au long de la série, on peut apprécier la maîtrise progressive du passage du dessin à la gravure. Au fur et à mesure que Goya assimila la technique de la gravure, le dessin devint quelque chose d'immédiat, et plus un travail initial consciencieux que servirait de base à des travaux postérieurs. Plus Goya maîtrisait la technique de la gravure, plus le dessin perdait en précision et surgirent des œuvres spontanées, avec une grande liberté d'exécution.
Goya s'inspira pour les Caprichos de beaucoup de thèmes et de compositions des dessins contenus dans les Albums A et B. Il fit également beaucoup de dessins nouveaux, surtout à la sanguine.
|  |  |  |  |

|  |  |  |  |

### Les gravures
Goya réalisa des avancées considérables depuis son expérience antérieure de graveur sur les tableaux de Velázquez. Il employa avec une grande maîtrise l'eau-forte, et pour les fonds l'aquatinte.
L'eau-forte consiste en étendre sur la planche de cuivre une petite couche de vernis. Après, avec un bédane ou avec une pointe d'acier, on enlève le vernis sur les zones où passe la pointe. Ensuite, on répand l'acide, ou eau-forte, qui attaque uniquement les zones non protégées pas le vernis. Puis on recouvre d'encre la planche, qui ne couvrira que les zones rognées par l'acide. On pose enfin un papier humide sur la planche, sur lequel on passe le rouleau, pour graver l'estampe.
L'aquatinte est une autre technique qui consiste à étendre une couche de poudre de résine sur la planche. En fonction de la quantité de résine qui tombe, des tons plus clairs ou plus sombres ressortent. On chauffe le tout et la résine adhère au cuivre. En introduisant la planche dans l'acide, la partie la moins épaisse est davantage rongée par l'acide, tandis que le reste est plus faiblement attaqué.
L'aquatinte permit à Goya d'envisager la gravure comme si elle était une peinture, reportant les couleurs de toute la gamme du blanc au noir en passant par toutes les teintes intermédiaires de gris (ou rouges si la gravure est réalisée à l'encre rouge ou sépia).
Goya fit de nombreux essais pour ses gravures, et quand le résultat ne lui convenait pas, il retouchait l'eau-forte ou l'aquatinte jusqu'à ce qu'il le trouve satisfaisant.

## Les légendes
Bien que l'aspect visuel des Caprichos soit fondamental, il existe des textes intéressants pour la compréhension des messages visuels. En plus des titres suggestifs des estampes, Goya et ses contemporains laissèrent de nombreuses annotations et commentaires sur les essais et les premières éditions. Aussi était-il habituel depuis le début du XVIIIe siècle de commenter dans le cadre de cercles littéraires ou artistiques les collections d'estampes satiriques. Certaines de ces opinions ont été conservées sous forme d'explications manuscrites. Grâce à elles est connue l'opinion des contemporains de Goya et par conséquent quelle était l'interprétation de l'époque. Presque une dizaine de commentaires manuscrits sont connus.
Les commentaires en bas des gravures sont ceux ayant le meilleur potentiel de définition. Ils montrent la pensée de Goya. De manière abrégée et énergique, ils synthétisent une situation ou un sujet. Leurs aphorismes sont comparables à ceux de Baltasar Gracián. Aussi sont-ils piquants, avec un fond d'humour noir. Parfois les titres sont aussi ambigus que les thèmes et offrent une première interprétation, littérale, et une deuxième, violemment critique, au moyen de jeux de mots extraits du jargon du roman picaresque.
Parmi les manuscrits contemporains, on se limitera aux plus diffusés. Le manuscrit dit de Ayala (qui fut la propriété du dramaturge du même nom) est peut-être le plus ancien et le moins discret puisqu'il n'hésite pas à signaler comme destinataires des satires des personnes en particulier, à l'instar de la reine, Marie-Louise de Bourbon-Parme, ou Manuel Godoy. Le manuscrit du Prado comporte en première page que cette « explication des Caprichos de Goya est écrite de sa propre main » (explicación de los Caprichos de Goya está escrita de su propia mano). Cependant le style d'écriture ne correspond pas au caractère vivace et subtil des lettres de Goya, ce qui met en doute le fait qu'il en soit véritablement l'auteur. Il existe un lien entre les manuscrits d'Ayala et du Prado, car trente explications ont des phrases ou expressions communes, ou des variations légères. Il est donc probable qu'un des manuscrits (celui d'Ayala selon les spécialistes) soit en réalité une version dérivée de l'autre. Selon José Camón Aznar, le manuscrit du Prado dénature les intentions de Goya, tandis que celui d'Ayala aurait un côté anticlérical marqué.

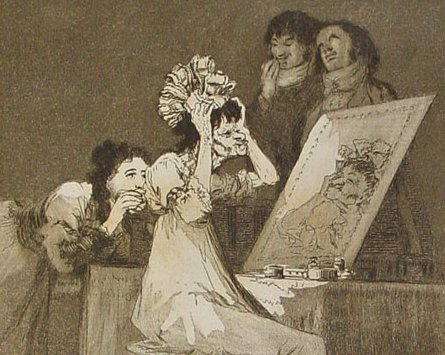
55.-Hasta la muerte (détail)

Même si Goya clama son intérêt pour l'universel et l'absence de critiques destinées à des personnes particulières, il a essayé de placer la satire dans le climat politique de l'époque. Il a été supputé que parmi les Caprichos se trouvaient la reine Marie-Louise de Bourbon-Parme, Manuel Godoy, le roi Charles IV, Mariano Luis de Urquijo, María Cayetana de Silva, etc..
Deux exemples permettent de voir la répercussion des titres et des commentaires contemporains.
Dans le Capricho no 55, une vieille femme laide, maigre et édentée se contemple devant un miroir ; aveuglée par sa vanité, elle est contente de ce qu'elle fait. À côté d'elle et par contraste, une servante jeune, robuste et en bonne santé, l'observe. Pour souligner le tout, deux jeunes sont représentés, se moquant de la scène, digne d'une farce. Le peintre renforce la satire par le titre sarcastique, Jusqu'à la mort (Hasta la muerte).

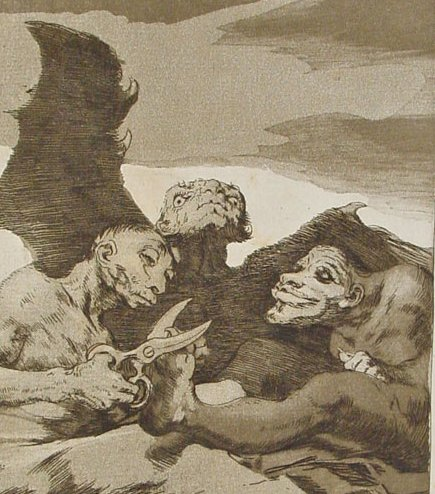
51.-Se repulen (détail)

 Des manuscrits considèrent que la vieille femme vaniteuse est la reine Marie-Louise de Bourbon-Parme. Il est improbable qu'elle soit la duchesse d'Osuna car cette famille passait de nombreuses commandes à Goya. Il ne semble pas non plus possible que ce soit la reine car celle-ci avait alors 47 ans.
Dans le Capricho no 51, un être monstrueux coupe les ongles d'un de ses semblables, tandis qu'un troisième les couvre de ses ailes. Il est difficile, avec la mentalité actuelle, de comprendre cette satire. En analysant les visages on pourrait convenir qu'ils complotent quelque chose, car le personnage au long cou semble sur ses gardes. Même le titre décrit la scène, Ils se pomponnent (Se repulen), car ils sont véritablement en train de le faire.
Le manuscrit du Prado n'éclaire pas non plus les choses : Avoir les ongles longs est si préjudiciable que la sorcellerie l'interdit encore (Esto de tener las uñas largas es tan perjudicial que aún en la brujería está prohibido). Cependant les contemporains de Goya virent dans cette scène une satire féroce de l'État. Ainsi le manuscrit d'Ayala signale que les employés voleurs se disculpent et se couvrent les uns les autres (los empleados ladrones se disculpan y tapan unos a otros). Le manuscrit de la Bibliothèque nationale d'Espagne va encore plus loin : Les employés qui volent l'État s'aident et se soutiennent les uns les autres. Leur chef lève et dresse le cou, et leur fait de l'ombre avec ses ailes monstrueuses (Los empleados que roban al Estado, se ayudan y sostienen unos a otros. El Jefe de ellos levanta erguido su cuello, y les hace sombra con sus alas monstruosas).

## Les éditions
Le nombre exact d'éditions des Caprichos ne fait pas l'objet de consensus parmi les spécialistes, en particulier pour celles du XIXe siècle. À partir de la seconde édition, toutes furent réalisées par l'administration royale, (la Real Calcografía Nacional), la deuxième entre 1821 et 1836, la troisième en 1853, la quatrième et la cinquième en 1857, la sixième en 1860-1867 et les autres, du XIXe siècle, en 1868, 1872, 1873, 1874, 1876, 1877 et 1881.
Au XXe siècle, une édition fut réalisée entre 1903 et 1905, une seconde entre 1905 et 1907, une troisième en 1908-1912, une quatrième entre 1918 et 1928, une cinquième en 1929 et une sixième et dernière en 1937. Par conséquent, au total, on retient vingt éditions : une au XVIIIe siècle, douze au XIXe siècle et six au XXe siècle.
La couleur de l'encre a varié : légèrement rosée dans la première édition et sépia, noire et bleue dans les suivantes. La qualité et la taille du papier a également varié, ainsi dans la première édition les feuilles étaient de 220 × 320 mm, tandis qu'il y eut une édition de 300 × 425 mm.
Au fur et à mesure des éditions des détériorations sont apparues sur les planches ; les aquatintes en particulier sont usées.

## Liste des estampes
- Capricho n.º 1: Francisco Goya y Lucientes, Pintor
- Capricho n.º 2: El sí pronuncian y la mano alargan al primero que llega
- Capricho n.º 3: Que viene el coco
- Capricho n.º 4: El de la Rollona
- Capricho n.º 5: Tal para cual
- Capricho n.º 6: Nadie se conoce
- Capricho n.º 7: Ni así la distingue
- Capricho n.º 8: Que se la llevaron!
- Capricho n.º 9: Tántalo
- Capricho n.º 10: El amor y la muerte
- Capricho n.º 11: Muchachos al avío
- Capricho n.º 12: A caza de dientes
- Capricho n.º 13: Están calientes
- Capricho n.º 14: Que sacrificio!
- Capricho n.º 15: Bellos consejos
- Capricho n.º 16: Dios la perdone. Y era su madre
- Capricho n.º 17: Bien tirada está
- Capricho n.º 18: Y se le quema la casa
- Capricho n.º 19: Todos caerán
- Capricho n.º 20: Ya van desplumados
- Capricho n.º 21: ¡Qual la descañonan!
- Capricho n.º 22: Pobrecitas!
- Capricho n.º 23: Aquellos polbos
- Capricho n.º 24: No hubo remedio
- Capricho n.º 25: Si quebró el cantaro
- Capricho n.º 26: Ya tienen asiento
- Capricho n.º 27: Quien mas rendido?
- Capricho n.º 28: Chitón
- Capricho n.º 29: Esto sí que es leer
- Capricho n.º 30: Porque esconderlos?
- Capricho n.º 31: Ruega por ella
- Capricho n.º 32: Porque fue sensible
- Capricho n.º 33: Al conde Palatino
- Capricho n.º 34: Las rinde el sueño
- Capricho n.º 35: Le descañona
- Capricho n.º 36: Mala Noche
- Capricho n.º 37: ¿Si sabrá más el discípulo?
- Capricho n.º 38: Brabisimo!
- Capricho n.º 39: Asta su Abuelo
- Capricho n.º 40: De que mal morira?
- Capricho n.º 41: Ni mas ni menos
- Capricho n.º 42: Tu que no puedes
- Capricho n.º 43: El sueño de la razon produce monstruos
- Capricho n.º 44: Hilan delgado
- Capricho n.º 45: Mucho hay que chupar
- Capricho n.º 46: Correccion
- Capricho n.º 47: Obsequio á el maestro
- Capricho n.º 48: Soplones
- Capricho n.º 49: Duendecitos
- Capricho n.º 50: Los Chinchillas
- Capricho n.º 51: Se repulen
- Capricho n.º 52: Lo que puede un sastre!
- Capricho n.º 53: Que pico de oro!
- Capricho n.º 54: El vergonzoso
- Capricho n.º 55: Hasta la muerte
- Capricho n.º 56: Subir y bajar
- Capricho n.º 57: La filiacion
- Capricho n.º 58: Tragala perro
- Capricho n.º 59: Y aun no se van!
- Capricho n.º 60: Ensayos
- Capricho n.º 61: Volaverunt
- Capricho n.º 62: Quien lo creyera!
- Capricho n.º 63: Miren que grabes!
- Capricho n.º 64: Buen viaje
- Capricho n.º 65: Donde vá mamá?
- Capricho n.º 66: Allá vá eso
- Capricho n.º 67: Aguarda que te unten
- Capricho n.º 68: Linda maestra!
- Capricho n.º 69: Sopla
- Capricho n.º 70: Devota profesion
- Capricho n.º 71: Si amanece, nos Vamos
- Capricho n.º 72: No te escaparás
- Capricho n.º 73: Mejor es holgar
- Capricho n.º 74: No grites, tonta
- Capricho n.º 75: ¿No hay quien nos desate?
- Capricho n.º 76: ¿Está Vm… pues, Como digo… eh! Cuidado! si no!...
- Capricho n.º 77: Unos á otros
- Capricho n.º 78: Despacha, que dispiértan
- Capricho n.º 79: Nadie nos ha visto
- Capricho n.º 80: Ya es hora

## Influence de l'œuvre
Plusieurs exemplaires des Caprichos ont été vendus en France et en Angleterre. En 1824, Eugène Delacroix étudia et copia de nombreuses figures de ces exemplaires, contribuant à former l'image, qui se répandit dans la période romantique française, du Goya satirique et critique envers la hiérarchie et les valeurs morales de la société espagnole.
La perception qu'en a eue Charles Baudelaire supposa une avancée considérable dans la compréhension de Goya. Ses conceptions sur la modernité du peintre espagnol furent largement diffusées. Son article sur les Caprichos fut publié dans Le Présent (1857), L'Artiste (1858) et la collection Curiosités Esthétiques (1868).
L'image romantique de Goya passa de la France à l'Angleterre et se maintint en Espagne. Elle atteint son apogée dans les trois dernières décennies du XIXe siècle.
Dugald Sutherland MacColl, critique anglais, mit en évidence l'influence de Goya pour les impressionnistes, le plaçant parmi les précurseurs de l'art moderne : la manière avec laquelle il capte l'attention, son "inspiration diabolique" est un précédent aux œuvres de Félicien Rops, Toulouse-Lautrec et Aubrey Beardsley.

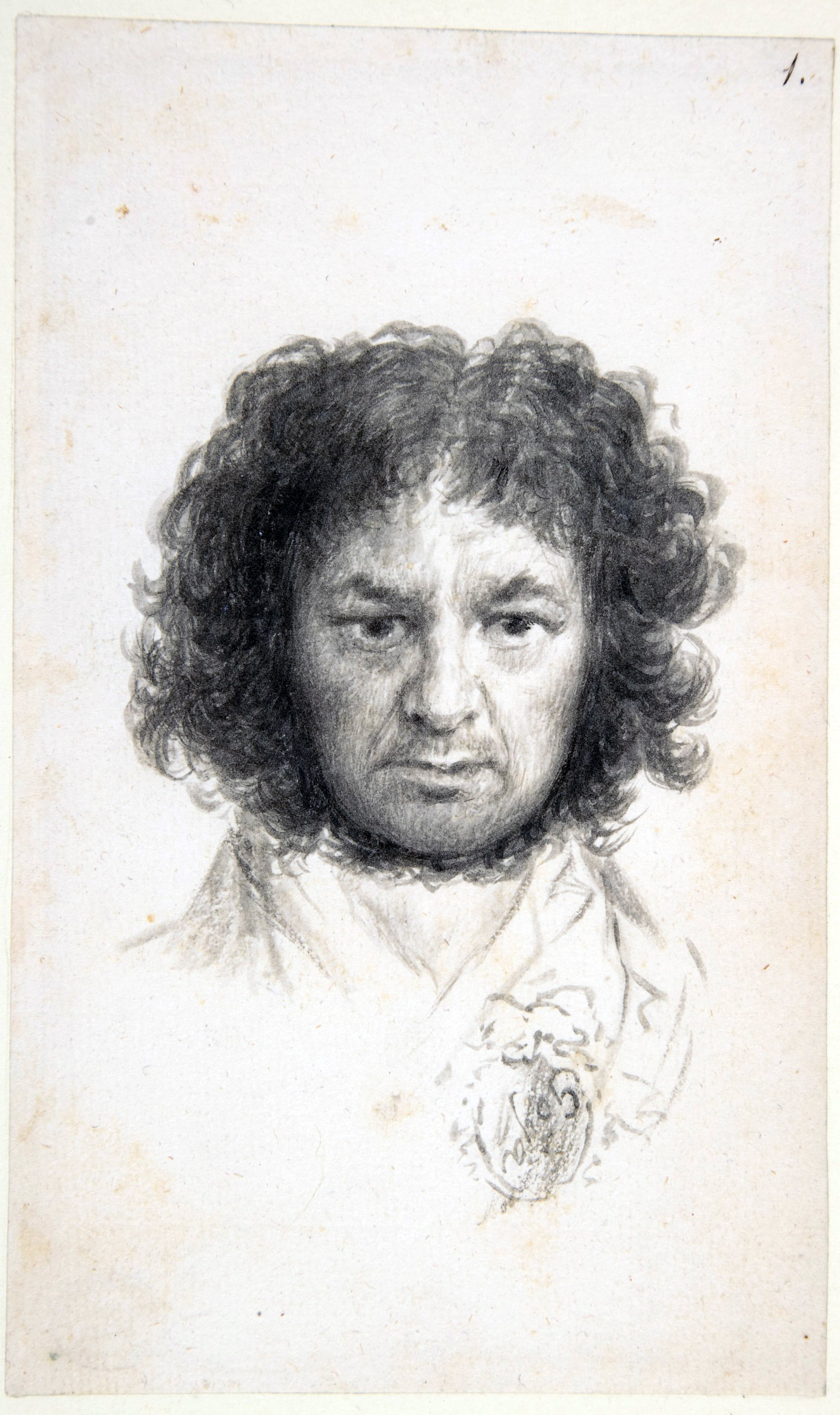
Autoportrait de Goya en 1795.

Dans la dernière décennie du XIXe siècle, les nouvelles générations d'artistes préférèrent le côté moins explicite et plus suggestif de la seconde partie des Caprichos. MacColl retint la capacité des gravures à provoquer une réponse émotionnelle. Ainsi inspira-t-il la génération de Vassili Kandinsky, qui avait délaissé la contemplation extérieure pour y préférer l'introspection. L'attraction du contenu émotionnel de Goya chez les artistes et critiques de l'expressionnisme, au début du XXe siècle, eut également prise sur Emil Nolde, Max Beckmann, Franz Marc et surtout Paul Klee. Par conséquent, les Caprichos, qui avaient été loués jusqu'alors pour leur symbolisme moral et politique, furent désormais considérés, ainsi que les Disparates, comme une œuvre mystérieuse et reflétant les émotions du peintre.
Dans la dernière décennie du XXe siècle, le surréalisme associa le subconscient aux œuvres d'art. Certains surréalistes pensèrent que Goya, à l'instar d'eux-mêmes, explorait intentionnellement le monde des rêves. À l'Exposition internationale du surréalisme à New York en 1936 une sélection des Caprichos fut exposée.
André Malraux dans son essai Les Voix du silence, écrit entre 1936 et 1951, considéra Goya comme une figure centrale dans le développement de l'art moderne. Selon Malraux, Goya dans ses premières caricatures ignore et détruit le style moraliste des caricaturistes précédents. Pour s'exprimer il chercha ses racines dans la profondeur de son subconscient. L'artiste élimina progressivement les lignes frivoles et décoratives destinées à plaire au public et ainsi s'isola, au niveau du style. Les Caprichos, pour Malraux, oscillent entre la réalité et le rêve, constituant une sorte de théâtre imaginaire.
Enrique Granados a particulièrement été inspiré par les Caprichos, puisqu'il a d'abord composé les Goyescas pour piano en 1911, puis l'opéra Goyescas en 1916. La première porte le sous-titre de Los majos enamorados, et sa septième pièce s'appelle El Pelele, comme l'œuvre homonyme de Goya. Dans l'opéra, la scène I (tableau I) s'appelle elle aussi El Pelele et la maja est évoquée dans la scène 8 (tableau III).
Le compositeur italien Mario Castelnuovo-Tedesco a composé en 1961 une suite pour guitare 24 Caprichos de Goya, Op. 195.